# 8e cérémonie des Hong Kong Film Awards
La 8e cérémonie des Hong Kong Film Awards a eu lieu le 9 avril 1989.

## Palmarès

### Meilleur film
- Rouge de Stanley Kwan
  - Painted Faces de Alex Law
  - As Tears Go By de Wong Kar-wai
  - Gangs de Lawrence Ah Mon
  - Prise de bec à Hong Kong de Clifton Ko

### Meilleur réalisateur
- Stanley Kwan pour Rouge
  - Wong Kar-wai pour As Tears Go By
  - Jacob Cheung pour Lai Shi, China's Last Eunuch
  - Lawrence Ah Mon pour Gangs
  - Alex Law pour Painted Faces

### Meilleur scénario
- Lip Wang Fung, Siu Kwok Wah, Gordon Chan et Yip Kwong Kim pour Heart to Hearts

### Meilleur acteur
- Sammo Hung pour Painted Faces
  - Max Mok pour Lai Shi, China's Last Eunuch
  - Michael Hui pour Prise de bec à Hong Kong
  - Leslie Cheung pour Rouge
  - Andy Lau pour As Tears Go By

### Meilleure actrice
- Anita Mui pour Rouge
  - Tien Niu pour The Other Half and the Other Half
  - Maggie Cheung pour As Tears Go By
  - Carol Cheng pour Heart to Hearts
  - Cora Miao pour Keep on Dancing

### Meilleur acteur dans un second rôle
- Jacky Cheung pour As Tears Go By

### Meilleure actrice dans un second rôle
- Sarah Lee pour School on Fire

### Meilleur montage
- Peter Cheung pour Rouge

### Meilleure musique de film
- Lai Siu-tin pour Rouge